# 波门
波门是德国莱茵兰-普法尔茨州的一个市镇。总面积5.65平方公里，总人口444人，其中男性229人，女性215人（2011年12月31日），人口密度79人/平方公里。